# Victor Breyer

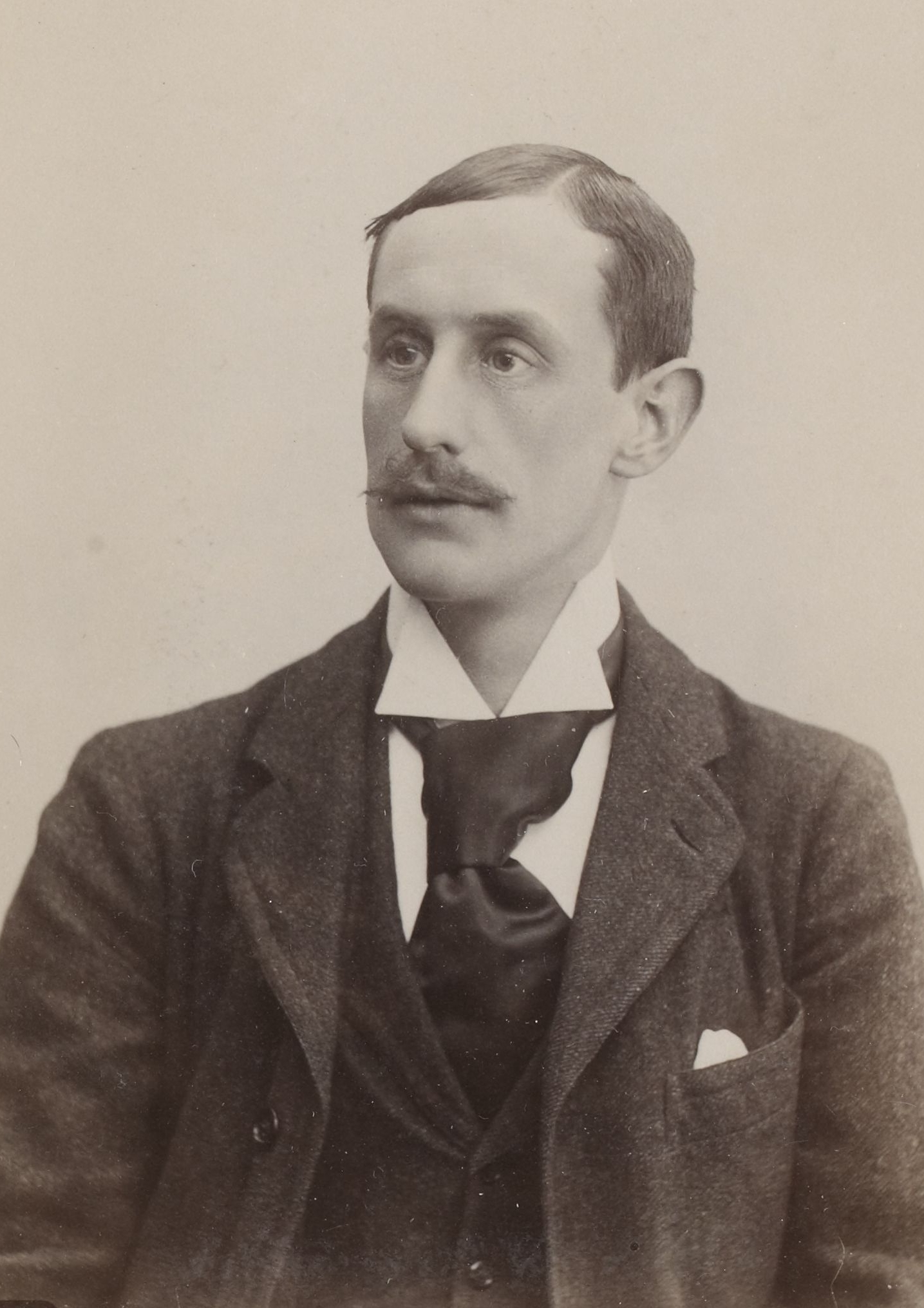
Victor Breyer (1898)

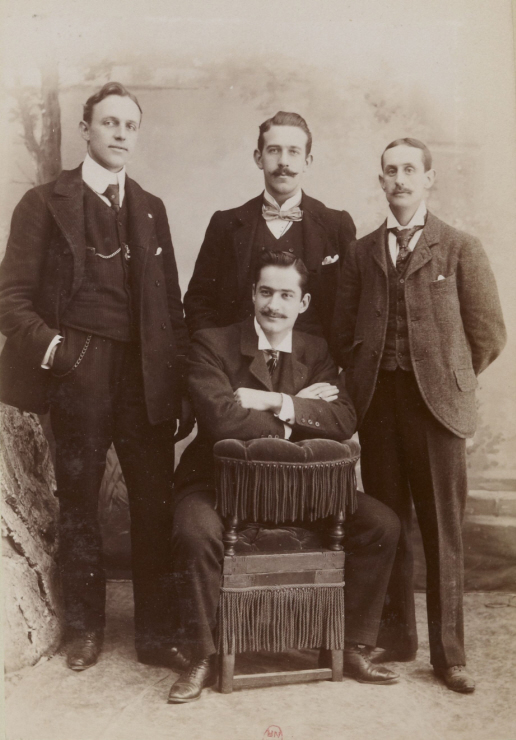
Breyer (r.) mit den Rennfahrern George A. Banker (l.), Harrie Meyers (M.) und Gian Ferdinando Tomaselli (sitzend) auf einer Reise in den USA (ca. 1900)

Victor Breyer (* 27. September 1869 in Southwold, Vereinigtes Königreich; † 20. Februar 1960 in Montmorency oder Paris) war ein französischer Sportjournalist und -funktionär. Er war – neben Henri Desgrange und Robert Coquelle – über Jahrzehnte einer der umtriebigsten und ideenreichsten Radsportfunktionäre Frankreichs und engagierte sich zudem im Boxsport und anderen Sportarten.

## Leben
Breyer war zunächst Mitarbeiter der französischen Radsportzeitschrift Le Vélo. Als sich zwei Unternehmer aus Roubaix, Theo Vienne und Maurice Pérez, an Breyers Chefredakteur, Paul Rousseau, wandten und ihn um Hilfe bei der Organisation eines Radrennens von Paris nach Roubaix baten, schickte dieser seinen Sportredakteur Breyer aus, die Strecke zu testen. Bis Amiens fuhr er mit einem Kollegen im Auto, am kommenden Tag weiter mit dem Fahrrad. Als er in Roubaix ankam, war er derartig schmutzig und durchgefroren, dass er daran dachte, das Rennen abzusagen. Doch nach einem Bad und einem guten Abendessen habe er seine Meinung geändert, so wird berichtet, und die erste Ausgabe von Paris–Roubaix wurde 1896 ausgetragen. Bei der Wahl der Strecke versuchte Breyer übrigens, Passagen mit Kopfsteinpflaster, belgisch Blöcke genannt, zu vermeiden, da man ein „leichtes“ Rennen durchführen wollte – „leicht“ im Gegensatz zu den bisherigen „Monsterrennen“ über mehrere hundert Kilometer, wie etwa Bordeaux–Paris.
Als offizieller Vertreter der American National Cycling Association gehörte Breyer im Jahre 1900 zu den Mitbegründern des Weltradsportverbandes Union Cycliste Internationale. Vier der UCI-Gründerväter waren Franzosen – in Vertretung anderer nationaler Verbände –, und Breyer freute sich öffentlich darüber, dass der erste Präsident mit Emile De Beukelaer ein Belgier und somit ein „Lateiner“ sei. Nach der Einstellung von Le Vélo im Jahre 1904 ging er zu Desgranges Zeitschrift L’Auto, wo er auch an der Organisation der Tour de France beteiligt war, und schrieb für andere Publikationen wie etwa das aufwändig illustrierte Magazin La Vie au grand air. Viele seiner Aktivitäten führte er mit seinem Freund und Kollegen Robert Coquelle durch, wie gemeinsam publizierte Bücher oder etwa ein ausführlicher, vielbeachteter Bericht über die Brüder Wright im Jahre 1909. Zudem managte er Radsportler, so den US-amerikanischen Sprinter Major Taylor, den er zu Starts in Frankreich überredete, und war Direktor der Buffalo-Radrennbahn. Er arrangierte auch Starts von französischen Rennfahrern in Nordamerika und begleitete sie dorthin. 1921 organisierte Breyer gemeinsam mit dem Verein Audax Club Parisien das Rennen Trophée des Grimpeurs, das vor dem Krieg bereits zweimal ausgetragen worden war.
1910 stand Victor Breyer als Vertreter des erkrankten Henri Desgrange gemeinsam mit seinem Luxemburger Kollegen Alphonse Steines auf dem Col d’Aubisque, der erstmals bei der Tour de France überquert wurde, und wurde von den vollkommen erschöpften Fahrern, allen voran der spätere Gesamtsieger Octave Lapize, als „Mörder“ beschimpft: „Vous êtes des assassins! Oui, des assassins!“ – ein Ausspruch, der in die Radsportgeschichte einging. Später wechselte Breyer als Herausgeber zur Zeitschrift L’Echo des Sports, einem Konkurrenzblatt von L’Auto.
Während des Ersten Weltkriegs glorifizierte Henri Desgrange den Krieg als „grand match“. Breyer widersprach dieser Sichtweise im L’Echo des Sports: „Ich war dicht genug an der Front, um zu wissen, dass dieser Krieg kein Sport ist.“ Über die Kriegsführung der britischen Armee in Frankreich schrieb er das Buch Les Flandres en khaki; notes de guerre d'un interprète français à l'armée britannique. Nach dem Krieg machte er gemeinsam mit dem Radrennfahrer Eugène Christophe eine Radtour durch die durch Schlachtfelder verwüstete Landschaft Flanderns und prägte den Begriff Hölle des Nordens – zunächst als Bezeichnung für diesen zerstörten Landstrich. Später wurde der Begriff als Bezeichnung für das Rennen Paris–Roubaix benutzt.
Victor Breyer fungierte 1903 auch als Mitbegründer des französischen Boxverbandes Fédération Française de Boxe sowie als Ringrichter und war – gemeinsam mit Rousseau – als Präsident der Société Française de Propagation de la Boxe Anglaise – Ideengeber für die Gründung der International Boxing Union im Jahre 1913, die bis 1946 existierte. Er organisierte die ersten Boxkämpfe in Frankreich und war einer der drei Ringrichter bei dem spektakulären Boxkampf zwischen Georges Carpentier und Battling Siki im Jahre 1922. Mehrere Jahre lang verantwortete er die offiziellen Box-Jahrbücher Annuaire du ring. Breyer interessierte sich auch für Autorennen und initiierte Veranstaltungen in Bologna, Dieppe und Le Mans.
Von 1940 bis 1948 war Breyer unter dem belgischen Präsidenten Victor Boin Generalsekretär der Association Internationale de la Presse Sportive (AIPS).

## Publikationen (Auswahl)
- Mit Robert Coquelle: La Course classique. Les géants de la route. Bordeaux-Paris. E. Brocherioux, Paris 1899.
- Les Flandres en khaki. Notes de guerre d’un interprète français à l’armée britannique. L’Édition française illustrée, Paris 1917.
- Vorwort in: Georges Charpentier: Georges Carpentier, champion du monde de boxe, poids milourds. Ma vie de boxeur. Souvenirs et conseils. Roger Léveillard u. a., Amiens u. a. 1921.
- Vorwort in: Paul Boucher, Jean Desruelles: La Boxe anglaise. Traité indispensable aux débutants, aux amateurs, aux combattants. Roger Léveillard u. a., Amiens u. a. 1921.
- L’épopée automobile. Grands faits et grands hommes. Société française des pneumatiques Dunlop, Paris 1943.